# ポシビリティーズ
『ポシビリティーズ』（Possibilities）は、アメリカ合衆国のジャズ・ミュージシャン、ハービー・ハンコックが2005年に発表したスタジオ・アルバム。

## 背景
サンタナやポール・サイモンといった大御所から、ジョン・メイヤー、ジョニー・ラング、ジョス・ストーンを含む若手まで、幅広い世代のゲスト・ミュージシャンが起用された。スティーヴィー・ワンダーのカヴァー「心の愛」では、ラウル・ミドンのゲスト参加に加えて、ワンダー本人もハーモニカ・ソロで参加している。
2006年には、本作のレコーディング風景を含む約90分の映像作品『Possibilities』が発売された。

## 反響
本作はセールス的に成功を収め、アメリカの総合アルバム・チャートBillboard 200では22位に達して、ハンコックにとって『サウンド・システム』（1984年）以来21年ぶりの全米トップ100アルバムとなった。また、『ビルボード』のコンテンポラリー・ジャズ・アルバム・チャートでは1位を獲得した。
オランダのアルバム・チャートでは合計11週トップ100入りし、最高33位を記録した。

## 評価
第48回グラミー賞では、収録曲「ソング・フォー・ユー」が最優秀ポップ・コラボレーション・ウィズ・ボーカル賞にノミネートされ、「ジェロ・ナ・モンタニア」が最優秀ポップ・インストゥルメンタル・パフォーマンス賞にノミネートされた。Thom Jurekはオールミュージックにおいて5点満点中3点を付け「ジャズ・ファンは失望するかもしれないが、ポップ・ファンにとっては好ましい場面の多い、楽しめる作品である」と評している。

## 収録曲
1. スティッチト・アップ - "Stitched Up" (Herbie Hancock, John Mayer) - 5:28
  - フィーチャリング：ジョン・メイヤー（ボーカル、ギター）
2. サフィアトゥ - "Safiatou" (Harold Alexander) - 5:25
  - フィーチャリング：サンタナ（カルロス・サンタナ/ギター、チェスター・トンプソン/オルガン、ベニー・リートヴェルド/ベース、デニス・チェンバース/ドラムス、ラウル・リコウ&カール・ペラッツォ/パーカッション）&アンジェリーク・キジョー（ボーカル）
3. ソング・フォー・ユー - "A Song for You" (Leon Russell) - 7:05
  - フィーチャリング：クリスティーナ・アギレラ（ボーカル）
4. きみの愛のために - "I Do It for Your Love" (Paul Simon) - 5:58
  - フィーチャリング：ポール・サイモン（ボーカル、ギター）
5. ハッシュ・ハッシュ - "Hush, Hush, Hush" (Paula Cole) - 4:46
  - フィーチャリング：アニー・レノックス（ボーカル）
6. シスター・ムーン - "Sister Moon" (Sting) - 6:54
  - フィーチャリング：スティング（ボーカル）
7. ラヴ・カムズ・トゥ・タウン - "When Love Comes to Town" (U2) - 8:41
  - フィーチャリング：ジョニー・ラング（英語版）（ボーカル、ギター）&ジョス・ストーン（ボーカル）
8. ドント・エクスプレイン - "Don't Explain" (Arthur Herzog Jr., Billie Holiday) - 4:53
  - フィーチャリング：ダミアン・ライス（ボーカル）&リサ・ハニガン（英語版）（ボーカル）
9. 心の愛 - "I Just Called to Say I Love You" (Stevie Wonder) - 5:27
  - フィーチャリング：ラウル・ミドン（ボーカル、ギター）
10. ジェロ・ナ・モンタニア - "Gelo na Montanha" (Cyro Baptista, Herbie Hancock, Trey Anastasio) - 3:50
  - フィーチャリング：トレイ・アナスタシオ（英語版）（ギター、ボーカル）

## 参加ミュージシャン
フィーチャリング・ゲストに関しては上記「収録曲」参照。
- ハービー・ハンコック - ピアノ(all songs)、キーボード(on #5, #9, #10)、オルガン(#10)
- マイケル・ベアデン - キーボード(on #1, #2, #3, #6)
- グレッグ・フィリンゲインズ - キーボード(on #7, #9)
- トニー・レミー - ギター(on #5)
- リオーネル・ルエケ（英語版） - ギター(on #6)
- ジェイムズ・ハーラー - アコースティック・ギター(on #7)
- ウィリー・ウィークス - ベース(on #1)
- ネイザン・イースト - ベース(on #3)
- ピノ・パラディーノ - ベース(on #4)
- スティーヴ・ルウィンソン - ベース(on #5)
- ジョン・パティトゥッチ - ベース(on #6, #10)
- レジー・マクブライド - ベース(on #7)
- シェイン・フィッツシモンズ - ベース(on #8)
- スティーヴ・ジョーダン - ドラムス(on #1, #4, #6, #10)
- テディ・キャンベル - ドラムス(on #3)
- ピート・ルウィンソン - ドラムス(on #5)
- ジョン・ロビンソン - ドラムス(on #7)
- トモ - ドラムス(on #8)
- バシリ・ジョンソン（英語版） - パーカッション(on #3)
- シロ・バプティスタ - パーカッション(on #4, #6, #10)
- ジェイミー・ハダッド（英語版） - パーカッション(on #4)
- ジーナ・ガーション - ジューズ・ハープ(on #4)
- ヴィヴィアン・ロング - チェロ(on #8)
- スティーヴィー・ワンダー - ハーモニカ(on #9)
- ジェニファー・ハーツウィック - ボーカル(on #10)